# Aneilema schlechteri
Aneilema schlechteri är en himmelsblomsväxtart som beskrevs av Karl Moritz Schumann. Aneilema schlechteri ingår i släktet Aneilema och familjen himmelsblomsväxter. Inga underarter finns listade.